# Governor Moore
Die Governor Moore war ein Kanonenboot der Konföderierten Staaten, das nach dem Gouverneur von Louisiana, Thomas Overton Moore, benannt war.

## Herkunft
Das Schiff wurde 1854 in New York für die Southern Steam Ship Company gebaut. Es trug den Namen Charles Morgan, benannt nach dem Gründer der Gesellschaft. Mitte Januar 1862 ließ der Brigadegeneral Mansfield Lovell das Schiff in New Orleans requirieren. Es erfolgte ein Umbau zum Kanonenboot. Für Rammstöße wurde der Bug mit zwei Reihen Eisenbahnschienen verstärkt. Das Schiff erhielt nun den Namen Governor Moore.

## Einsatz
Beim  Angriff der Flotte der Nordstaaten unter dem Befehl von Admiral Farragut am 24. April 1862 auf die Forts Jackson und St. Philip beteiligte sich die Governor Moore an der Verteidigung des Zugangs zu New Orleans. Es kam zu einem heftigen Feuergefecht. Im Laufe des Gefechts rammte die Governor Moore die Varuna zweimal. Der Rammstoß eines weiteren Schiffes brachte die Varuna zum Sinken. Die Governor Moore griff anschließend die Cayuga an. Dabei geriet sie unter starken Beschuss. Unter anderem war die Sloop Oneida beteiligt. Dabei wurden Aufbauten stark beschädigt. 64 Besatzungsmitglieder starben. Die Governor Moore war steuerlos und trieb ab. Der Kapitän, der Steuermann und ein weiteres Besatzungsmitglied setzten das Schiff in Brand. Die drei Seeleute sowie weitere Überlebende wurden von den Beibooten der Oneida aufgesammelt und auf der Colorado eingesperrt. In der Zwischenzeit lief die Governor Moore auf Grund und es kam zu einer Explosion. Etwa zwei Drittel der Überlebenden konnte in das Sumpfgebiet fliehen. Niemand ertrank.